# Linköping (Gemeinde)
Koordinaten: 58° 24′ N, 15° 38′ O

Linköping ist eine Gemeinde (schwedisch kommun) in der schwedischen Provinz Östergötlands län und der historischen Provinz Östergötland. Der Hauptort der Gemeinde ist Linköping.
Mit einer Einwohnerzahl von über 160.000 (2019) gehört die Gemeinde Linköping nach Bevölkerung zu den zehn größten Städten in Schweden.

## Geographie
Die Gemeinde Linköping liegt zentral innerhalb der Provinz Östergötlands län. Angrenzende Gemeinden sind, von Norden nach Westen, Finspång, Norrköping, Söderköping, Åtvidaberg, Kinda, Ydre, Boxholm, Mjölby und Motala.
Der größte See der Gemeinde ist der Roxen, der sich nördlich der Stadt Linköping befindet.

## Wirtschaft
Im Jahr 2003 wuchs die Einwohnerzahl von Linköping mehr als in jeder anderen schwedischen Gemeinde, und auch heute gehört Linköping zu den am stärksten expandierenden Gemeinden. Der Grund ist eine gute Entwicklung der Beschäftigungszahl und eine niedrige Arbeitslosigkeit.
Im Jahr 1937 verlegte die Firma Saab ihre Flugzeugproduktion nach Linköping. Auch die Telekommunikationsfirma Ericsson hat hier ein Werk.

## Politik
Nebenstehend ist das Ergebnis der Kommunalwahl am 11. September 2022 dargestellt, im Säulendiagramm das Stimmenergebnis und im Halbkreisdiagramm die Sitzverteilung. Die Amtszeit des Gemeinderats begann am 1. Januar 2023.
Linköping ist eine der wenigen schwedischen Gemeinden, die den Gemeindesprecher „Bürgermeister“ nennen. Zurzeit (2023) bekleidet dieses Amt Mikael Sanfridson (S).

## Sehenswürdigkeiten

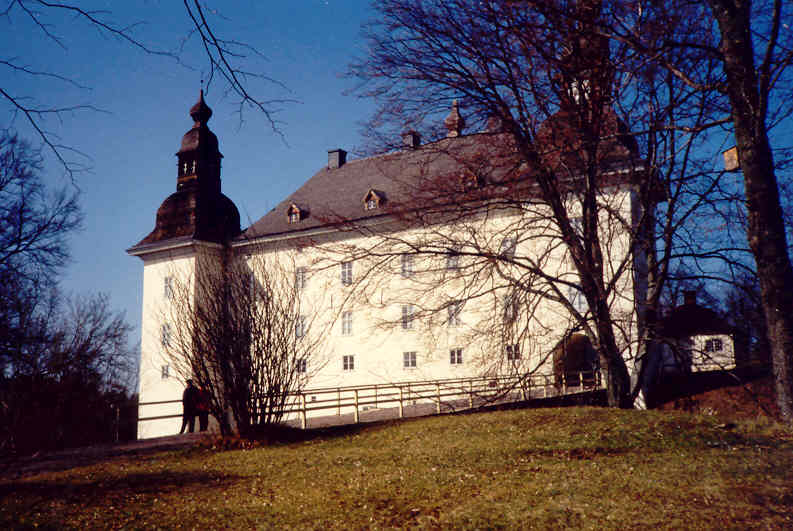
Schloss Ekenäs

Die bedeutendste Sehenswürdigkeit der Gemeinde ist der mittelalterliche Dom zu Linköping, in dessen Nähe sich ein Schloss sowie das Rathaus befinden. Beim See Teden befindet sich das Schloss Ekenäs. Das Kloster Vreta ist als Ruine erhalten, während die dazugehörige mittelalterliche Kirche vollständig erhalten ist. Etwa 18 km südlich der Stadt Linköping befindet sich das Schloss Bjärka-Säby am Abfluss des Stångån aus dem Stora Rängen. Nahe dem Ort Malmslätt am Flugfeld Malmen liegt das Flygvapenmuseum, ein Luftfahrtmuseum, das sich vor allem der schwedischen Luftwaffe widmet.

## Größere Orte
| - Askeby - Bankekind - Berg - Bestorp - Brokind | - Skeda udde - Ekängen - Gistad - Linghem | - Linköping - Ljungsbro - Malmslätt - Nykil | - Rappestad - Rystad - Sjögestad - Slaka | - Sturefors - Ulrika - Vikingstad - Västerlösa |

## Städtepartnerschaften
Linköping pflegt – in unterschiedlicher Weise – Partnerschaften oder Zusammenarbeit anderer Art mit folgenden Städten:
| - Roskilde, Dänemark - Tønsberg, Norwegen - Ísafjarðarbær, Island - Joensuu, Finnland | - Guangzhou, China - Kaunas, Litauen - Linz, Österreich | - Macau, China - Palo Alto, USA - Thái Nguyên, Vietnam |